# 紀元前103年
紀元前103年（きげんぜん103ねん）は、ローマ暦の年である。

## 他の紀年法
- 干支 : 戊寅
- 日本
  - 開化天皇55年
  - 皇紀558年
- 中国
  - 前漢 : 太初2年
- 朝鮮
  - 檀紀2231年
- 仏滅紀元 : 442年
- ユダヤ暦 : 3658年 - 3659年

## できごと

### ローマ
- トゥリフォンとアテニオンはシチリアで第二次奴隷戦争を指揮した。

### ユダヤ
- アレクサンドロス・ヤンナイオスは兄アリストブロス1世の後を継いでハスモン朝の指導者になった。

## 死去
- アリストブロス1世：ユダヤの王